# 本州製紙
本州製紙株式会社（ほんしゅうせいし）は、かつて存在した日本の大手製紙会社である。王子製紙（初代）の後継会社の一つとして1949年に設立。同じく後継会社である新王子製紙と1996年に合併、3代目の王子製紙（現・王子ホールディングス）となった。
紙パルプ業界では、売上高ベースで国内第2位（1991年度時点）の大手企業であった。印刷用紙・段ボール原紙・白板紙などの洋紙・板紙の製造・販売や、段ボール・紙製容器（紙器）の加工・販売などを手がけた。

## 沿革

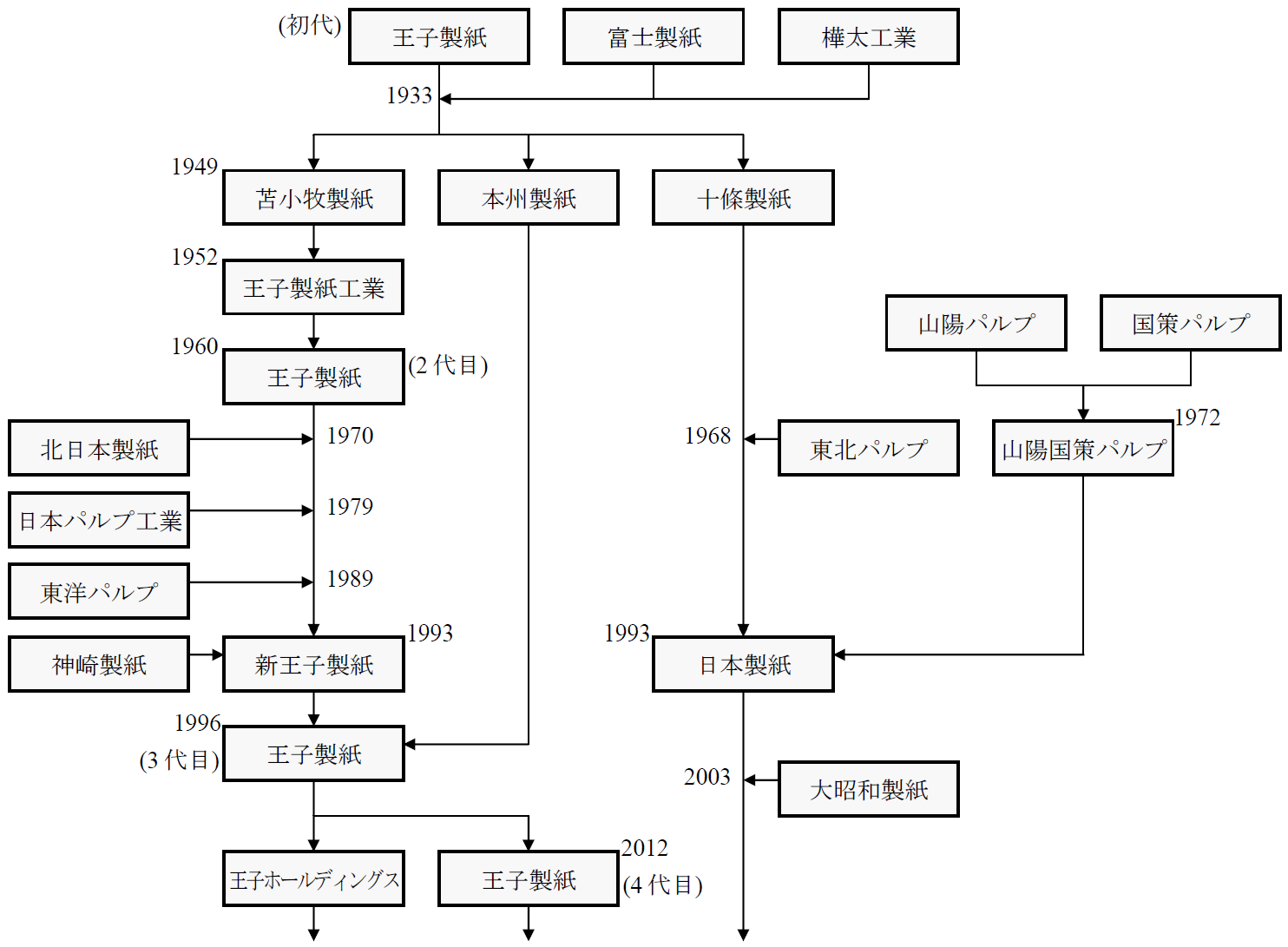
製紙各社のおおまかな合併図

### 設立
本州製紙は1949年8月、王子製紙（初代、以下旧王子製紙）の後継会社の一つとして発足した。
前身の旧王子製紙は明治初期の1873年に設立された当時の大手製紙会社である。1933年に富士製紙と樺太工業という大手製紙会社を合併し、計33工場を擁し国内市場の8割強を占める巨大製紙会社となっていた。太平洋戦争後、旧王子製紙は財閥解体の対象となり、最終的に1949年8月過度経済力集中排除法が適用されて3社に解体された。
後継会社3社は苫小牧製紙（後の2代目王子製紙→新王子製紙→3代目王子製紙→王子ホールディングス）、十條製紙（現日本製紙）とこの本州製紙の3社である。本州製紙は旧王子製紙の工場のうち、本州、特に関東から関西地方にかけて立地する製紙工場6か所（江戸川・富士・岩渕・中津・熊野・淀川）と化学薬品工場1か所（名古屋化学）を引き継いだ。生産高のシェアは3社の中では最も低い（苫小牧17.2%・十條16.8%・本州8.5%）が、発足当初から国内第3位の製紙会社であった。発足当初は主に、上質紙を始めとする印刷用紙や、インディア紙・ライスペーパー（紙巻きたばこの巻紙）・グラシン紙などの薄葉紙、電気絶縁紙などの特殊紙、それに白板紙を生産していた。
1954年に、旧王子製紙が戦時中藤倉電線（現フジクラ）に貸与していた富士第2工場が本州製紙に返還され、製紙工場は計7か所となった。

### 東洋最大の巨大製紙工場　釧路工場の建設
1956年（昭和31年）木下又三郎が（王子製紙副社長のまま）代表取締役に就任。会社再建を目的に、本社、各工場の設備合理化、生産能率の向上、人員の配置転換、人心の一新を講じた。
さらに原木から紙製品までの一貫生産を行う基幹工場の新設計画が打ち出され、
1. 優良土地の調査
2. 原料は恒久的競争力を有し、さらに第二第三の増設、設備拡大に耐えられること
3. 立地先は北海道、東北とする。

以上三点の視点から、北海道釧路市への立地を決定した。
敷地面積64万坪、建物面積1万2千坪、総投資額77億円と、東洋最大の巨大製紙工場がここに実現する。
（本州製紙社史より抜粋）
1959年（昭和34年）、釧路工場が操業を開始した。
当時の釧路市はまだ人口が少なく、工場従業員の確保は困難であることから、東京から二等車、三等寝台車を連ねた貸切り列車を仕立て、船舶は三井の十勝丸で8回にわけて、大人250人、子供70人、計320人の東京からの大移動を実行し、釧路工場を稼働させた。
生産品は会社の基幹製品とすべく参入した段ボール原紙である。
あわせて、同年から系列の北見パルプ（後の北陽製紙）でも生産を開始、段ボール原紙メーカーの天塩川製紙（同じく後の北陽製紙）を1968年（昭和43年）系列とし、1970年代前半には系列の鶴崎パルプでも生産を開始するなど、段ボール原紙の生産体制を整えた。
原紙のほか段ボールそのものの加工体制もあわせて整備され、1963年（昭和38年）の日本聯合紙器製作所（後の本州パッケージ）を系列に加えたのを皮切りに、次々と段ボールメーカーを系列に加えていった。また、1972年（昭和47年）には江戸川工場に自社では初の段ボール生産ラインを設置している。加工分野は段ボールのほかにも、1964年（昭和39年）富士加工事業所を設置して白板紙の1次加工（アルミ箔貼合・ポリエチレン加工・印刷など）を開始、1966年（昭和41年）からは同事業所で2次加工の紙器製造も開始した。

### オイルショック後
2度のオイルショックによって紙パルプ業界では需要が激減し、業績が著しく悪化した。その影響を受けて本州製紙は、1975（昭和50）年度と1978（昭和53）年度の2回にわたって経常損失を計上した（本州製紙の赤字決算は、約50年間でこの2回だけである）。
特に段ボール原紙部門は需給ギャップが大きく、釧路工場の操業率は低下した。この対策として一部設備を印刷用紙や新聞用紙に転換することを決定、1977年（昭和52年）と1979年（昭和54年）の2度にわたって転換工事を実施した。また、同様に業績を悪化させていた佐賀板紙・東信製紙・福岡製紙・三興製紙などの段ボール原紙メーカーに経営参加した。段ボールメーカーの集約化も推進し、本州パッケージなど系列計10社が合併して本州ダンボール工業が1979年（昭和54年）に発足した。
特殊紙部門では淀川工場が1974年（昭和49年）に製紙事業から撤退、その後は1971年（昭和46年）に参入したプラスチックフィルム生産設備が稼動を続けていたが、1975年（昭和50年）に新設の滋賀工場に移転した。

### 系列メーカーとの合併
グループの競争力強化を目的に、1983年傘下の福岡製紙・東信製紙を合併した。合併により製紙工場は福岡・松本の2工場が追加され、直営の段ボール工場も1工場から9工場に強化された。同時に傘下の段ボールメーカー本州ダンボール工業は、原紙メーカーの佐賀板紙を合併した。さらに1986年、本州製紙は本州ダンボール工業を合併した。旧佐賀板紙の佐賀工場が製紙工場に加わり、直営のダンボール工場は33工場に増加した。1987年には鶴崎パルプから営業権を譲り受けて、大分工場としている。
製紙工場は計11工場となったが、そのうち福岡工場は都市計画に関連して1989年に閉鎖され、設備は大分工場に移設された。
本州ダンボール工業を合併した1986年度の売上高は、王子製紙に次いで業界第2位の規模となった。しかし財務体質の改善が課題として残されていた。そこで1988年、譲渡代金を借入金返済に充当し財務体質を強化することを目的に、子会社の本州コーポレーション（現・王子不動産）に釧路工場を譲渡した（1996年の新王子製紙との合併決定後、買い戻している）。

### 新王子製紙との合併
1996年10月1日、旧王子製紙の後継会社の一つである新王子製紙（旧苫小牧製紙）と本州製紙が合併し、王子製紙株式会社（3代目、現）が発足した（形式的には新王子製紙が存続会社で社名を変更し、本州製紙は解散している）。新王子製紙は洋紙、本州製紙は板紙を中心に事業を展開していたが、洋紙・板紙の需要変動は必ずしも一致しないため経営リスクが分散できること、その他にも国際競争力の強化、取引先との価格交渉力の強化、といった点を合併の効果として挙げている。
合併前の1994年度の時点では売上高ベースで本州製紙は業界第3位、新王子製紙は第2位であった（首位は十條製紙・山陽国策パルプの再編で発足した日本製紙）が、新王子製紙・本州製紙の再編で発足した王子製紙は日本製紙を抜いて業界首位の製紙会社となった。

### 年表
- 1949年8月1日 - 旧王子製紙の後継会社の一つとして、本州製紙株式会社発足。江戸川・富士・岩渕・中津・熊野・淀川の製紙工場と名古屋化学工場を継承。
- 1949年12月 - 株式を上場[30]。
- 1954年10月 - 藤倉電線より返還の富士第2工場が製紙工場として再開。
- 1956年12月 - 富士第2工場を富士工場に統合し、富士根分工場（1973年10月以降富士宮事業所）とする[30]。
- 1959年10月 - 釧路工場が操業を開始。
- 1964年8月 - 富士加工事業所が発足。
- 1972年9月 - 自社の段ボール事業部が発足。
- 1975年3月 - 淀川工場が操業を停止。
- 1975年4月 - 滋賀工場が操業を開始。
- 1976年秋 - 感熱紙の生産を開始。
- 1977年3月 - 段ボール原紙生産専門の釧路工場の設備を、一部洋紙生産へ転換。
- 1979年10月 - 系列段ボールメーカー10社が合併し、本州ダンボール工業が発足。
- 1983年4月1日 - 東信製紙・福岡製紙を合併、松本・福岡工場と段ボール工場を継承。
- 1986年4月1日 - 本州ダンボール工業を合併、佐賀工場と段ボール工場を継承。
- 1987年10月1日 - 鶴崎パルプから営業権を譲受け、大分工場とする。
- 1988年10月 - 釧路工場生産設備を本州コーポレーションに譲渡。
- 1989年8月 - 福岡工場が操業を停止。
- 1996年8月 - 釧路工場生産設備を本州コーポレーションから買い戻し。
- 1996年10月1日 - 新王子製紙株式会社に合併し解散。新王子製紙は王子製紙株式会社に商号変更する。

## 主要拠点
本社
本社はビル建替え時の仮移転を除いて東京都中央区銀座5丁目12-8に所在。本社ビルは王子製紙の本社1号館となった。
江戸川工場
所在地は東京都江戸川区東篠崎。1949年の会社発足時から印刷用紙（上質紙・中質紙）を生産。1958年に工場排水を不正に流出させ、旧江戸川に甚大な被害を与えた(黒い水事件)。1971年より白板紙の生産も開始した。現・王子マテリア江戸川工場。
富士工場
所在地は静岡県富士市平垣。会社発足時から白板紙などを生産。1951年より中質紙・新聞用紙（1960年生産終了）、1969年微塗工紙、1977年コート紙の生産を開始。現・王子マテリア富士工場第一工場。
岩渕工場
所在地は静岡県富士市中之郷。会社発足時からライスペーパー（紙巻きたばこ用紙）・インディア紙などを生産。1973年磁気記録紙（主に乗車券用紙）、1976年感熱記録紙の生産を開始。現・王子エフテックス岩渕製造所。
中津工場
所在地は岐阜県中津川市中津川。会社発足時は印刷用紙や新聞用紙を生産していたが、1961年新聞用紙、1970年に印刷用紙から撤退。特殊紙工場に転換し、1962年グラシン紙、1968年電気絶縁紙の生産などを開始。現・王子エフテックス中津工場。
中津工場熊野事業所
所在地は和歌山県新宮市蓬莱。会社発足時は上質紙などを生産したが1961年撤退。1957年生産開始の電気絶縁紙のみが残った。1987年10月熊野工場から中津工場熊野事業所に改組。王子製紙合併後の2000年に工場が閉鎖されている。
淀川工場
所在地は大阪府大阪市北区長柄東。会社発足時からグラシン紙・電気絶縁紙などを生産。1970年電気絶縁紙生産から撤退、1974年には製紙部門そのものから撤退した。残ったのは1971年開始のプラスチックフィルム生産だが、滋賀工場に移設のため1975年3月に工場が閉鎖された。
富士工場富士宮事業所
所在地は静岡県富士宮市小泉。旧王子製紙時代に休止・藤倉電線（現・フジクラ）に貸与されていた同社富士第2工場を1954年10月に再稼動させた工場。1956年12月富士工場富士根分工場に改組、1973年10月富士宮事業所に改称。主に白板紙を生産した。現・王子製紙富士宮製造所。
釧路工場
所在地は北海道釧路市大楽毛。1959年10月段ボール原紙専門工場として操業を開始、1977年から中質紙・新聞用紙、1979年微塗工紙の生産も開始した。洋紙部門は現・王子製紙釧路工場、段ボール原紙部門は現・王子マテリア釧路工場。
滋賀工場
所在地は滋賀県湖南市朝国。1975年4月淀川工場のプラスチックフィルム生産設備を移設して操業を開始。現・王子エフテックス滋賀工場。
松本工場
所在地は長野県松本市笹賀。旧東信製紙で1983年4月継承。段ボール原紙を生産。現・王子マテリア松本工場。
福岡工場
所在地は福岡県福岡市博多区美野島。旧福岡製紙で1983年4月継承。段ボール原紙・白板紙などを生産。1989年8月閉鎖。
佐賀工場
所在地は佐賀県佐賀市久保田町大字久保田。旧本州ダンボール工業佐賀板紙工場で1986年4月継承。段ボール原紙などを生産。現・王子マテリア佐賀工場。
大分工場
所在地は大分県大分市大字小中島。旧鶴崎パルプで1987年10月継承。段ボール原紙を生産、福岡工場閉鎖後は設備を移設し白板紙などの生産も開始した。現・王子マテリア大分工場。
名古屋化学工場
所在地は愛知県名古屋市港区築地町。会社発足時から製紙原料の硫酸アルミニウム（硫酸バンド）を生産。王子製紙との合併後の1998年、同社春日井工場内に移転した。

## グループ企業

### 板紙メーカー
福岡製紙株式会社
1933年3月に、日本足袋（後の日本ゴム、現・アサヒコーポレーション）福岡工場に開設された製紙工場が前身。1949年8月20日日本ゴムより東邦紙業株式会社として独立した。同年11月福岡製紙と社名を変更している。1960年11月松下電器産業（現・パナソニック）が株式の1/3強を取得、松下グループに入った。1973年1月本州製紙と業務提携。1981年1月に松下所有の株式の大部分が本州製紙に譲渡され、本州製紙は株式の約47%を所有、松下グループから本州製紙グループに移った。1983年4月1日、事業強化の一環として本州製紙が合併した。
本社は福岡市蓑島（現・博多区美野島）。主に段ボール原紙と白板紙を中心とする板紙と加工品の段ボールを生産した。板紙工場は本社と同じ蓑島にあり、段ボール工場は最終的に国内計8か所に建設した。
東信製紙株式会社
1943年8月12日、企業整備令により松本抄紙工業所（1933年4月設立）などの5社が合併し発足した。戦時中6工場中3工場を閉鎖ないし他社へ譲渡し、戦後にも1工場を東横興業として分離したため、残ったのは旧松本抄紙工業所の2工場となった。
本社は長野県松本市大手1丁目。工場はいずれも松本市内で、清水1丁目の清水工場、白板2丁目の白板工場、笹賀の二子工場の3か所。清水工場は松本抄紙工業所の創業時からの工場で1954年11月閉鎖。白板工場は1935年11月操業開始、1976年3月閉鎖。二子工場は1963年12月の操業開始である。当初から板紙を生産したが、二子工場建設によって段ボール原紙中心に移行した。石油危機による経営悪化を受けて1977年5月に本州製紙が経営・資本参加（株式の2/3を取得）して本州製紙グループの一員となり、1983年4月1日に本州製紙に合併された。
佐賀板紙株式会社
1922年12月設立・1923年3月操業開始の牛津板紙（佐賀県牛津町（現小城市））と1917年設立・1923年3月操業開始の西肥製紙（久保田村（現佐賀市））が前身。1942年4月牛津板紙は西肥板紙を吸収合併し、5月佐賀板紙に改称した。主に黄ボール・チップボールを生産していたが、1956年10月久保田工場に新マシンを導入したのを機に段ボール原紙生産に移行した。なお、牛津工場は加工部門となり1975年6月佐賀紙業（現佐賀板紙）として分離されている。
石油危機による経営悪化を受けて1976年6月に本州製紙が経営に参加。前後して同社が資本参加し、1981年9月には約45%を取得して本州製紙グループの一員とした。1983年4月1日、グループの事業強化の一環として本州ダンボール工業と合併した。
鶴崎パルプ株式会社
大王製紙系の兵庫パルプによって1957年11月に操業を開始した同社鶴崎工場（大分県大分市）が前身。1958年8月に日綿實業（後のニチメン、現双日）に経営権が譲渡され、日綿實業100%出資の鶴崎パルプが設立された。1967年8月ニチメンの要請により本州製紙が株式の50%を取得したため、本州製紙グループに入った。当初からクラフトパルプ (KP) のみを生産していたが、1970年5月より段ボール原紙の生産も開始した。
しかし1970年度以降ほぼ毎年のように経常損失を計上し、累積損失を拡大させていた。抜本的な経営再建策として1987年10月1日をもって営業権を売却することになった。これにより本州製紙大分工場が発足している。会社自体は9月に解散した。
北陽製紙株式会社
北見パルプと天塩川製紙が1979年4月に合併して発足した、北海道の板紙メーカー。段ボール原紙などを生産した。2002年に王子板紙に合併されている。
三興製紙株式会社
祖父江工場（愛知県祖父江町（現稲沢市）と富士工場（静岡県富士市）の2工場で段ボール原紙や白板紙などを生産していた板紙メーカー。1977年3月に本州製紙が資本参加、1985年2月には同社が株式の過半数を取得し、本州製紙グループに入った。三興製紙は1999年に高崎製紙と合併して高崎三興となり、2002年には王子板紙に合併している。
新富士製紙株式会社
1984年4月、静岡県東部のグループ会社3社（富士加工製紙・芝川製紙・東洋製紙）が合併し発足した板紙・特殊紙メーカー。白板紙やファンシーペーパーなどを生産した。2003年に安倍川製紙と合併し富士製紙となり、2004年からは王子特殊紙、2012年からは王子エフテックスとなっている。

### その他
株式会社釧路計装
1946年　日亜計器株式会社として発足。1985年分社化し発足。
釧路本州紙工株式会社
1985年　包装　裁断　選別を目的に発足。
本州ダンボール工業株式会社
1979年10月1日、本州パッケージを存続会社として本州製紙系列の段ボールメーカー計10社が合併して発足。段ボール工場計20工場を擁した。1983年に佐賀板紙を合併、中芯を中心に生産する佐賀板紙工場を加えた。続いて1986年4月1日、本州製紙と合併した。
ホクシー株式会社
家庭用紙メーカー。1984年8月に関連会社となる。2003年に王子ネピアに合併している。